# Pionier (Schiff, 1954)
Die Pionier ist ein Frachtschiff, welches die Nordseeinsel Langeoog versorgt.

## Geschichte
Das Schiff wurde 1953/54 unter der Baunummer 73 auf der Schiffs- und Maschinenbau AG Mannheim als Landungsboot gebaut. Die Kiellegung fand am 1. März, der Stapellauf am 1. Juli 1953 statt. Die Fertigstellung erfolgte am 1. Januar 1954.
Das Landungsboot war zunächst als L 534 bei den Flusspionieren Wiesbaden der US-Streitkräfte im Einsatz. 1955 wurde es an die Bundeswehr abgegeben und dort bis 1973 bei den Flusspionieren Wiesbaden im Einsatz. Anfang 1973 wurde es erstmals umgebaut.
1986 wurde das Landungsboot an die Schiffahrt der Inselgemeinde Langeoog verkauft, die es im September auf der J. Diedrichs Werft in Oldersum um sechs Meter verlängern ließ. Dabei erhielt es auch einen Kran und ein Querstrahlruder. Anschließend kam es als Pionier für die Schiffahrt der Inselgemeinde Langeoog zum Einsatz.

## Nutzung
Die Pionier wird als Inselversorger genutzt. Güter werden in Bensersiel in kleine LKW-Anhänger verladen. Diese werden an Bord gebracht, auf Langeoog zunächst von Bord und vom dortigen Hafen bis zu ihrer Verwendungsstelle (meistens im Ort) mit Elektrokarren gezogen.